# Cuautlancingo
Cuautlancingo là một đô thị thuộc bang Puebla, México. Năm 2005, dân số của đô thị này là 55456 người.